# Chlef International Airport
Chlef International Airport är en flygplats i Algeriet. Den ligger i den norra delen av landet, 160 km väster om huvudstaden Alger. Chlef International Airport ligger 141 meter över havet.
Terrängen runt Chlef International Airport är kuperad norrut, men söderut är den platt. Runt Chlef International Airport är det ganska tätbefolkat, med 207 invånare per kvadratkilometer. Närmaste större samhälle är Chlef, 5,3 km söder om Chlef International Airport. Trakten runt Chlef International Airport består till största delen av jordbruksmark.